# Миллионер (мультфильм)
«Миллионер» — советский мультфильм 1963 года по одноимённому стихотворению Сергея Михалкова, входит в киноальманах «Большой фитиль» (1964).

## Сюжет
Острый сатирический памфлет на капиталистическое общество: после смерти миллионерши её наследником становится… её собака, обычный бульдог. Благодаря деньгам ничтожная комнатная шавка не только получает внимание подобострастных слуг, но и вдруг обретает вес в обществе, со своими капиталами входит в совет директоров крупного банка, и идёт в политику — выбирается в сенаторы.

Невероятные события происходят оригинальной рисованной короткометражной картине «Миллионер». Пёс становится кумиром светского общества. Много неожиданного для себя увидит зритель в этом остром памфлете на современное буржуазное общество.— Советский экран, 1964 (No. 3)

## Озвучивание
- Юрий Хржановский — бульдог
- Эммануил Каминка — читает текст

## Критика
Режиссёры В. Бордзиловский, Ю. Прытков пользуются точными и убедительными художественными средствами, их работа отличается яркой гротесковой манерой. Музыка М. Мееровича полна пародийных красок и подчеркивает сатиричность фильма.— Советский экран, 1964